# Hank Jones
Henry “Hank” Jones (Vicksburg, 31 luglio 1918 – New York, 16 maggio 2010) è stato un pianista e compositore statunitense di musica jazz.
Il maggiore dei tre fratelli (gli altri due sono Thad ed Elvin), è apprezzato per la leggerezza del suono e l'eleganza del fraseggio, e oltre ad avere ricoperto il ruolo di leader con la propria formazione ha partecipato in qualità di sideman a incisioni storiche.
È considerato il fondatore della scuola pianistica di Detroit, che annovera fra i suoi membri Tommy Flanagan, Roland Hanna e Barry Harris.

## Biografia
Da piccolo, Hank Jones si trasferì assieme alla famiglia dal nativo Mississippi al Michigan, stabilendosi a Pontiac, nell'area di Detroit. Lì, in età molto giovane, iniziò lo studio del pianoforte e sin dagli inizi subì l'influsso della musica di Fats Waller, Teddy Wilson, Earl Hines e Art Tatum. Sul palco già a tredici anni, ricevette dal sassofonista Lucky Thompson l'invito di andare a suonare all'Onyx Club di New York assieme a Oran “Hot Lips” Page.

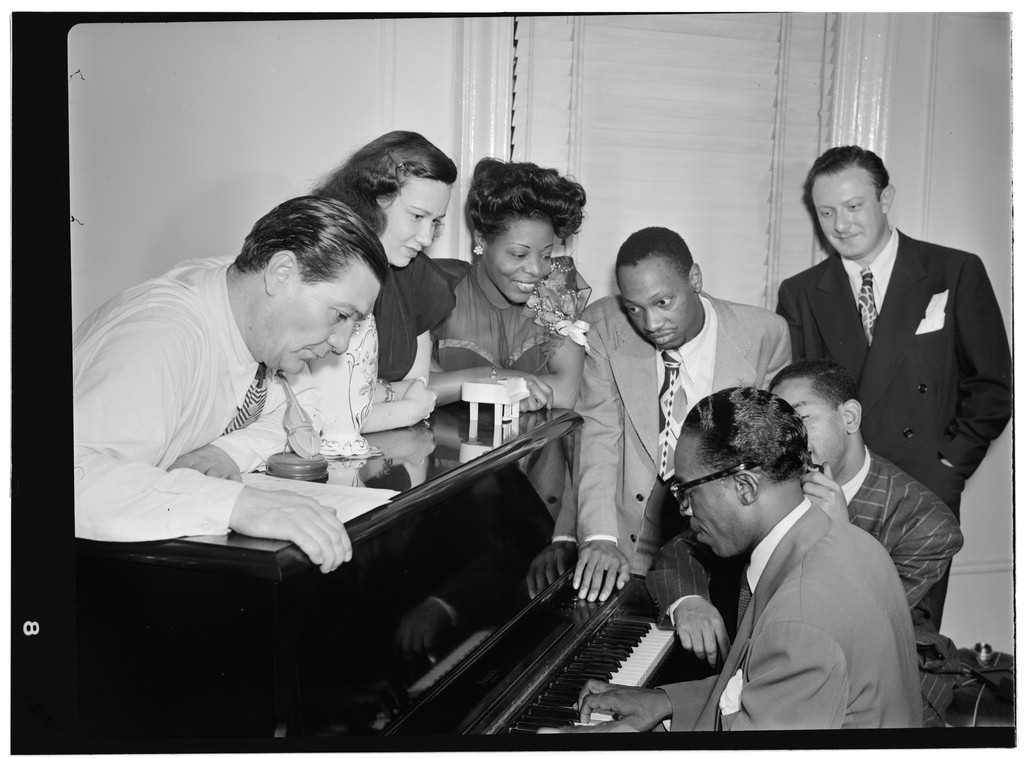
Jones al piano attorniato (da sinistra) da J. Teagarden, D. Bailey, M. L. Williams, T. Dameron, D. Gillespie, M. Orent (1947)

Accettando l'esortazione di Thompson, nel 1944 Jones si spostò nella metropoli americana dove, oltre a lavorare con Page, fece la conoscenza professionale di Coleman Hawkins, Billy Eckstine e Andy Kirk, e dal 1947 iniziò le tournée accompagnando Ella Fitzgerald fino al 1953. Durante gli anni cinquanta registrò con i più importanti jazzisti dell'epoca: Benny Goodman, Artie Shaw, Milt Jackson, Charlie Parker, Cannonball Adderley, Herbie Mann, Donald Byrd, Kenny Clarke e Lester Young, solo per citarne alcuni, e divenne un rispettato e reclamato pianista in sala di incisione nel ruolo di sideman.
Negli anni sessanta costituì una sua formazione nella quale oltre a lui suonavano il batterista Osie Johnson, il chitarrista Barry Galbraight e il bassista Milt Hinton. Il quartetto fu uno dei gruppi più occupati durante il decennio; a volte capitava che si esibissero in tre spettacoli nello stesso giorno, e Jones trovò anche lo spazio per registrare assieme a suo fratello Elvin.
Verso la fine degli anni settanta e negli anni ottanta continuò la instancabile e fruttuosa attività negli studi di registrazione. Si esibì da solo o in duo con altri pianisti – fra i quali Tommy Flanagan e John Lewis – o con formazioni ristrette. La più rilevante di queste fu il Great Jazz Trio, assieme a due grandissimi nomi del jazz, Ron Carter e Tony Williams. Sempre in trio, Hank attraversò gli anni ottanta, accompagnato da Eddie Gomez e Al Foster – e successivamente da Jimmy Cobb che rilevò Foster – ma non mancò di suonare accanto a Benny Goodman, Nancy Williams e Art Farmer.
Negli anni ottanta occupò il posto di pianista al Cafe Ziegfeld di Manhattan e fu in Giappone in tournée accompagnato da Sonny Stitt e George Duvivier, continuando il lavoro in sala di incisione e guadagnando alcuni riconoscimenti, fra i quali nel 2009 il Lifetime Achievement Award, un anno prima della morte che lo ha colto in un ospizio del Bronx il 16 maggio 2010.

## Discografia
- 1955 – The Trio (Savoy, 1956)
- 1955 – Hank Jones Quartet/Quintet (Savoy, 1955)
- 1955 – Trio with Guests (Savoy, 1956)
- 1956 – Hank Jones Quartet (Savoy, 1956)
- 1956 – Relaxing at Camarillo (Savoy, 1956) Originally as "Hank Jones Trio Plus The Flute Of Bobby Jaspar"
- 1956 – Bluebird
- 1957 – Have You Met Hank Jones? (Savoy, 1956)
- 1958 – Hank Jones Swings “Gigi” (Golden Crest, 1958)
- 1958 - "The Talented Touch"  (Capitol, 1958)
- 1958 – Porgy and Bess: Swingin' Impressions by Hank Jones (Capitol, 1959)
- 1962 – Arrival Time
- 1963 – Here's Love (Argo, 1963)
- 1964 – This Is Ragtime Now (ABC Paramount, 1964)
- 1966 – Happenings (Impulse, 1966) With Oliver Nelson  Arr.
- 1975 – Hanky Panky (East Wind, 1979)
- 1976 – Satin Doll. Dedicated to Duke Ellington (Trio, ?)
- 1976 – Jones -Brown-Smith (Concord Jazz, 1977) With Ray Brow and Jimmie Smith
- 1976 – Arigato  (Progressive, 1977)
- 1977 – At the Village Vanguard
- 1977 – Bop Redux (Muse, 1977)
- 1977 – Just for Fun (Galaxy, 1977)
- 1977 – Tiptoe Tapdance (Galaxy, 1978)
- 1977 – I Remember You (Black And Blue, ?)
- 1979 – Have You Met This Jones? (MPS, ?)
- 1977 – Portions
- 1977 – Rockin' in Rhythm
- 1977 – The Great Jazz Trio at the Village Vanguard, Vol. 2
- 1978 – Groovin' High (Muse, 1979)
- 1978 – A Foggy Day (Black And Blue, ?)
- 1978 – Compassion (Black And Blue, 1997)
- 1978 – Ain't Misbehavin’ (Galaxy, 1978)
- 1978 – Great Jazz Trio at the Village Vanguard
- 1979 – In Japan
- 1979 – Live in Japan (Trio, 1979)

- 1979 – "Satin Doll"  (Lobster, ?)
- 1979 – Trio 1979 (55 Records, ?)
- 1979 – Trio 1979 Discoveries (55 Records, ?)
- 1979 – Bluesette (Black And Blue, ?))
- 1979 – Incredible Hank Jones Meets Louis Bellson & Ira Sullivan
- 1980 – Great Jazz Trio at the Village Vanguard
- 1980 – Great Jazz Trio at the Village Vanguard: Revisited, Vol. 1
- 1980 – Great Jazz Trio at the Village Vanguard: Revisited, Vol. 2
- 1998 – Darji's Meets Hank Jones" (Timeless, 1983) Reissued as "Darji's Groove in 1998 and 2015
- 1983 – I'm All Smiles (MPS., 1984) duo with Tommy Flanagan
- 1985 – Live in Japan (All Art, 1986)
- 1987 – Hank Jones-Red Mitchell Duo (Timeless, 1989)
- 1989 – The Oracle (Emarcy, 1990) with Dave Holland and Billy Higgins
- 1989 – Lazy Afternoon (Concord Jazz, 1989)
- 1990 – "Hank Jones With The Meridian String Quartet Arranged And Conducted By Manny Albam"
- 1991 – Hank Jones Trio with Mads Vinding and Al Foster (Storyville, ?)
- 1991 – Hank Jones Trio
- 1991 – Live at Maybeck Recital Hall, Vol. 16 (Concord Jazz, 1992)
- 1990 – The Essence (DMP; 1991)
- 1992 –  Handful of Keys: The Music of Thomas “Fats” Waller (Verve, 1992)
- 1993 – Upon Reflection: The Music of Thad Jones (Verve, 1994)
- 1994 – The Jazz Trio of Hank Jones
- 1994 – Steal Away (Verve, ?) duo with Charlie Haden
- 1995 – Sarala-Hank Jones Meets Cheick-Tidiane Seck* And The Mandinkas" (Verve, 1995)
- 1996 – Favors (Verve, 1997)

- 2000 – Just Friends Satoru Oda & Hank Jones Great Jazz Quintet (Vnus Records, 2001)
- 2003 – Hank and Frank (Lineage Record, 2006)
- 2004 –  "Round Midnight" (Eighty-Eight's, 2006
- 2004 – The New York Rhythm Section
- 2005 – For My Father (Justin Time, 2005)
- 2006 – West of 5th (Chesky Records, 2006)
- 2007 – You Are Here
- 2009 – Jazz At Prague Castle 2009  (Multisonic, 2010)
- 2009 – Hank and Frank, Vol. 2
- 2009 – Pleased to Meet You
- 2012 – Come Sunday () duo with Charlie Haden